# FIVB World Tour 1998 der Frauen
Die FIVB World Tour 1998 der Frauen bestand aus acht Open. Gastgeber der Beachvolleyball-Turnierserie waren Brasilien 2×, Kanada, Italien, Frankreich, Portugal, Japan und China. Hinzu kamen die Goodwill Games in den Vereinigten Staaten. Tour Champions wurden die Vorjahressiegerinnen Shelda Bede und Adriana Behar.

## Turniere

### Rio de Janeiro Open (26. Februar bis 1. März)
| Platz | Team                              |
| ----- | --------------------------------- |
| 1     | Shelda Bede / Adriana Behar       |
| 2     | Pauline Manser / Kerri Pottharst  |
| 3     | Sandra Pires / Jackie Silva       |
| 4     | Maike Friedrichsen / Danja Müsch  |
| 5     | Mônica Rodrigues / Adriana Samuel |
| 5     | Angela Clarke / Nat Cook          |
| 7     | Barbra Fontana / Linda Hanley     |
| 7     | Karolyn Kirby / Liz Masakayan     |

Die Vorjahressiegerinnen der internationalen Beachserie sicherten sich auch das erste Event 1998. Sie bezwangen im Finale die Australierinnen Manser / Pottharst. Im Spiel um Bronze behielten Pires / Silva die Oberhand über das deutsche Duo Friedrichsen / Müsch, die auch das einzige Beachpaar aus dem deutschsprachigen Raum waren.

### Toronto Open (19. bis 21. Juni)
| Platz | Team                             |
| ----- | -------------------------------- |
| 1     | Sandra Pires / Adriana Samuel    |
| 2     | Shelda Bede / Adriana Behar      |
| 3     | Lisa Arce / Holly McPeak         |
| 4     | Barbra Fontana / Linda Hanley    |
| 5     | Mônica Rodrigues / Jackie Silva  |
| 5     | Tania Gooley / Nicole Sanderson  |
| 7     | Nancy Reno / Elaine Youngs       |
| 7     | Pauline Manser / Kerri Pottharst |

Auch beim Turnier in Kanada standen Bede und Behar im Endspiel, mussten sich dort jedoch gegen das neue Team Sandra Pires / Adriana Samuel geschlagen geben. Im US-amerikanischen Duell um den dritten Platz auf dem Stockerl setzten sich Arce / McPeak gegen Fontana / Hanley durch.

Deutsche waren nicht am Start. Von einem österreichischen und zwei Schweizer Duos schafften es nur die Eidgenossinnen Magi Schlaefli / Nicole Schnyder-Benoit als 25. in den Hauptwettbewerb.

### Vasto Open (3. bis 5. Juli)
| Platz | Team                             |
| ----- | -------------------------------- |
| 1     | Shelda Bede / Adriana Behar      |
| 2     | Mônica Rodrigues / Jackie Silva  |
| 3     | Sandra Pires / Adriana Samuel    |
| 4     | Barbra Fontana / Linda Hanley    |
| 5     | Karolyn Kirby / Liz Masakayan    |
| 5     | Krista Blomquist / Ali Wood      |
| 7     | Pauline Manser / Kerri Pottharst |
| 7     | Nat Cook / Liane Fenwick         |

Zum dritten Mal in Folge bestritten Shelda und Adriana das letzte Spiel der Veranstaltung und zum dritten Mal hatten sie es mit anderen Gegnerinnen zu tun. Diesmal wurden Rodrigues / Silva Zweite vor ihren ehemaligen Partnerinnen, den Siegerinnen von Toronto. Die Vierten von Kanada waren auch die Vierten in Italien.
Ulrike Schmidt und Gudula Staub wurden Dreizehnte. Magi Schlaefli / Nicole Schnyder-Benoit platzierten sich direkt dahinter. Fünf österreichische Teams scheiterten ebenso in der Qaulifikation wie ein weiteres deutsches und ein weiteres Schweizer Paar.

### Marseille Open (23. bis 25. Juli)
| Platz | Team                             |
| ----- | -------------------------------- |
| 1     | Sandra Pires / Adriana Samuel    |
| 2     | Shelda Bede / Adriana Behar      |
| 3     | Mônica Rodrigues / Jackie Silva  |
| 4     | Barbra Fontana / Linda Hanley    |
| 5     | Lisa Arce / Holly McPeak         |
| 5     | Maike Friedrichsen / Danja Müsch |
| 5     | Tania Gooley / Nicole Sanderson  |
| 5     | Yukiko Takahashi / Teru Saiki    |

In der französischen Hafenstadt standen die gleichen brasilianischen Duos auf dem Treppchen wie in der Provinz Chieti drei Wochen zuvor, jedoch in veränderter Reihenfolge. Sandra Prires und Adriana Samuel siegten vor Bede / Behar und Rodrigues / Silva. Zum dritten Mal hintereinander blieb für Fontana / Hanlex nur der vierte Platz.

Friedrichsen / Müsch wurden im Viertelfinale bezwungen. Schmidt / Staub wurden Neunte und Ines Pianka / Jana Vollmer Siebzehnte. Die Sportlerinnen aus den Alpenrepubliken verloren alle in der Vorausscheidung.

### Goodwill Games in New York (29. Juli bis 2. August)
| Platz | Team                                |
| ----- | ----------------------------------- |
| 1     | Shelda Bede / Adriana Behar         |
| 2     | Pauline Manser / Kerri Pottharst    |
| 3     | Lisa Arce / Holly McPeak            |
| 4     | Laura Bruschini / Annamaria Solazzi |
| 5     | Maike Friedrichsen / Danja Müsch    |
| 6     | Karolyn Kirby / Liz Masakayan       |
| 7     | Eva Celbová / Soňa Nováková         |
| 8     | Kristine Drakich / Guylaine Dumont  |

Beim Einladungsturnier in der bevölkerungsreichsten Stadt der Vereinigten Staaten siegten Shelda Bede und Adriana Behar zum dritten Mal in diesem Jahr. Sie verwiesen Manser / Pottharst sowie Arce und McPeak auf die nächsten Plätze. Dahinter folgten Bruschini / Solazzi vor Friedrichsen / Müsch.

### Espinho Open (31. Juli bis 2. August)
| Platz | Team                                   |
| ----- | -------------------------------------- |
| 1     | Barbra Fontana / Linda Hanley          |
| 2     | Sandra Pires / Adriana Samuel          |
| 3     | Nancy Reno / Elaine Youngs             |
| 4     | Mônica Rodrigues / Jackie Silva        |
| 5     | Nat Cook / Liane Fenwick               |
| 5     | Ulrike Schmidt / Gudula Staub          |
| 7     | Annette Huygens Tholen / Sarah Straton |
| 7     | Yukiko Takahashi / Teru Saiki          |

Zum ersten Mal in dieser Saison standen Barbra Fontana  und Linda Hanley auf dem Podest und das gleich ganz oben. Im Endspiel besiegten sie Pires / Samuel. Im Duell um Bronze zwischen den Vereinigten Staaten und Brasilien setzten sich die Nordamerikanerinnen durch.

Schmidt / Staub belegten den geteilten fünften Rang. Kein weiteres Beachpaar aus dem deutschsprachigen Raum erreichte das Hauptfeld.

### Osaka Open (7. bis 9. August)
| Platz | Team                                  |
| ----- | ------------------------------------- |
| 1     | Shelda Bede / Adriana Behar           |
| 2     | Sandra Pires / Adriana Samuel         |
| 3     | Lisa Arce / Holly McPeak              |
| 4     | Laura Bruschini / Annamaria Solazzi   |
| 5     | Barbra Fontana / Linda Hanley         |
| 5     | Rebekka Kadijk / Debora Schoon-Kadijk |
| 7     | Pauline Manser / Kerri Pottharst      |
| 7     | Nancy Reno / Elaine Youngs            |

Nachdem sie wegen der gleichzeitigen Goodwill Games nicht in Portugal dabei sein konnten, zeigten Shelda Bede und Adriana Behar in Japan, dass sie kaum zu schlagen sind. Ihre Landsfrauen Pires und Samuel mussten im letzten Spiel des Events diese schmerzliche Erfahrung machen. Arce / McPeak sicherten sich Bronze, Bruschini / Solazzi wurden wie in New York Vierte.

Auf dem geteilten neunten Platz fanden sich Maike Friedrichsen und Danja Müsch wieder. Weitere Beachpaare aus dem deutschsprachigen Raum waren nicht am Start.

### Dalian Open (14. bis 16. August)
| Platz | Team                                |
| ----- | ----------------------------------- |
| 1     | Shelda Bede / Adriana Behar         |
| 2     | Lisa Arce / Holly McPeak            |
| 3     | Pauline Manser / Kerri Pottharst    |
| 4     | Laura Bruschini / Annamaria Solazzi |
| 5     | Maike Friedrichsen / Danja Müsch    |
| 5     | Liz Masakayan / Elaine Youngs       |
| 7     | Annett Davis / Barbra Fontana       |
| 7     | Ulrike Schmidt / Gudula Staub       |

Auch in China hießen die Siegerinnen Shelda Bede und Adriana Behar. Zum ersten Mal im Jahr 1998 erreichten Lisa Arce und Holly McPeak das Endspiel. Pauline Manser und Kerri Pottharst gewannen ihre dritte Medaille. Für die Italienerinnen blieb nur der vierte Platz.

Zum ersten Mal in dieser Saison schafften es mit Friedrichsen / Müsch als Fünfte und Schmidt / Staub als Siebte zwei deutsche Duos in die Top Acht. Wie schon in Japan fehlten auch in der chinesischen Hafenstadt Schweizer und österreichische Athletinnen.

### Salvador Open (29. Oktober bis 1. November)
| Platz | Team                                  |
| ----- | ------------------------------------- |
| 1     | Shelda Bede / Adriana Behar           |
| 2     | Barbra Fontana / Linda Hanley         |
| 3     | Sandra Pires / Adriana Samuel         |
| 4     | Pauline Manser / Kerri Pottharst      |
| 5     | Liz Masakayan / Elaine Youngs         |
| 5     | Angela Clarke / Nat Cook              |
| 7     | Lisa Arce / Holly McPeak              |
| 7     | Rebekka Kadijk / Debora Schoon-Kadijk |

The same procedure as last competition? The same procedure as nearly every competition this year. Auch bei der Abschlussveranstaltung in ihrem Heimatland erwiesen sich die unangefochtenen Siegerinnen der diesjährigen Beachserie als die Besten. Nur drei Mal erhielten sie nicht die Goldmedaille. Davon erreichten sie zwei Mal das Finale und einmal konnten sie nicht antreten, weil die Turniere in Espinho und New York zeitgleich stattfanden.

Zum zweiten Mal auf dem Podium standen Barbra Fontana und Linda Hanley. Bronze ging an Sandra Pires und Adriana Samuel. Pauline Manser und Kerri Pottharst als Vierte mussten ohne Medaille die Heimreise antreten. Die beiden besten deutschen Beachpaare belegten in der drittgrößten Stadt Brasiliens gemeinsam mit zwei anderen Duos nur den geteilten dreizehnten Rang. Österreicherinnen und Schweizerinnen suchte man wie schon in Asien vergeblich.

## Auszeichnungen
| FIVB Tour Champion | Shelda Bede / Adriana Behar |